# Topol pri Medvodah
Topol pri Medvodah este o localitate din comuna Medvode, Slovenia, cu o populație de 151 de locuitori.